# Pacto de sangre (novela)
Pacto de sangre (Double Indemnity) es una novela policíaca de 1943 del periodista y novelista estadounidense James M. Cain. Se publicó por primera vez en forma de serie en la revista Liberty,  en ocho entregas,  en 1936, y luego se volvió a publicar como uno de los "tres cuentos cortos y largos" de la colección Three of a Kind. 
La novela está basada en el asesinato en 1927 de Albert Snyder en el distrito de Queens en Nueva York, perpetrado por su esposa Ruth Snyder y su amante Henry Judd Gray. Cain asistió al juicio mientras trabajaba como periodista en Nueva York. 
La novela sirvió de base para la película homónima de 1944, adaptada a la pantalla por el novelista Raymond Chandler y dirigida por Billy Wilder, así como numerosas adaptaciones en diferentes formatos.

## Argumento
La historia es narrada por Walter Huff, un experimentado vendedor de seguros de 34 años que trabaja para la empresa General Fidelity of California y vive en Los Ángeles. Es bueno en su trabajo, muy respetado pero algo solitario. En una visita casual a la casa del petrolero H.S. Nirdlinger para conseguir una renovación de su póliza de automóvil, Huff se siente inmediatamente abrumado por la belleza curvilínea de la segunda esposa de Nirdlinger, Phyllis. 
Walter es llamado tres noches después por Phyllis, y va a su casa en las colinas Los Feliz cuando la criada ya se ha ido a casa y Nirdlinger está fuera. Phyllis vuelve a preguntar sobre una póliza de accidentes para su marido. Los quince años de Walter en el negocio le permiten inferir exactamente lo que ella está preguntando. Una cosa lleva a la otra y él la confronta sobre su intención de preparar un "accidente" para su marido. A pesar de su decencia instintiva, e intrigado por el desafío de cometer el asesinato perfecto, Walter se deja seducir para ayudar a la mujer fatal a deshacerse de su marido a cambio del dinero del seguro. Lo matan por la noche y arrojan el cuerpo sobre las vías de un tren para que parezca como si hubiera caído desde la plataforma de observación del vagón.  Los accidentes de tren eran estadísticamente insignificantes y las compañías de seguros de la época pagaban una doble indemnización por este tipo de muerte. Huff y Phyllis planean dividir los 50.000 dólares resultantes y huir juntos. 
El joven propietario de General Fidelity sospecha que se trata un de suicidio y planea impugnar el reclamo ante los tribunales. Barton Keyes -un colega y amigo de Huff- insiste en que esta es una decisión equivocada porque, en su opinión, Nirdlinger fue asesinado, y cree que podría demostrarlo. 
Manteniendo distancia de Phyllis para evitar sospechas, Walter pasa tiempo con Lola -la hija de Nirdlinger- y descubre que la muerte accidental parece acompañar a Phyllis. Lola le cuenta a Walter sobre una vez en que encontró a Phyllis sola en su habitación parada frente a un espejo sosteniendo una daga con la cara pintada de blanco tiza, su lápiz labial rojo sangre y un sudario de seda rojo sobre su cabeza mientras blandía una daga. Lola tiene la intención de testificar lo que sabe en la investigación en curso. Esto lleva a Walter a una conclusión lógica: Sin el dinero por el que había matado y sin la mujer que quería,decide matar a Phyllis,  pero llegado el momento oportuno ella es más rápida y le dispara en el pecho. Hospitalizado, confiesa el complot a Keyes,  quien posibilta que escape de la justicia tomando un barco de vapor hacia México. En el barco está Phyllis y, cuando los dos se encuentran, deciden acabar con todo saltando por la borda. 

## Publicaciones
En el otoño de 1934, poco después del lanzamiento de su primera novela El cartero siempre llama dos veces, Cain y su esposa Elina Tyszecka compraron una casa en la ciudad de Beverly Hills, en el sur de California. Anticipándose a trabajar como guionista en Hollywood, Cain decidió escribir una serie para ayudar a pagar la costosa propiedad.   La trama de Double indemnity derivó de dos fuentes independientes:
1) Un incidente que le contó Arthur Krock, editor asistente cuando Cain trabajaba en el New York World en 1924, lo intrigó:  Un impresor del Louisville Courier-Journal había alterado gratuitamente la palabra “TUCK” en un anuncio rutinario de ropa interior de mujer para formar una palabra vulgar de cuatro letras. El anuncio fue publicado en la próxima edición. Cuando Krock confrontó al empleado culpable, respondió: “Sr. Krock, en toda tu vida no haces nada más que estar atento a que suceda algo así... y luego te das cuenta de que estás esperando oportunidades para hacerlo... Cain estaba fascinado con las dramáticas posibilidades implícitas en este acto imprudente y autodestructivo.  
2) Cain estaba familiarizado con aspectos del negocio de seguros, ya que vendió seguros en Washington DC a la edad de veintidós años . Obtuvo información adicional sobre cómo se cometían fraudes de su padre, que trabajaba para una compañía de seguros. Cain quedó impresionado por los comentarios de un vendedor de seguros de automóviles al que había consultado cuando investigaba los detalles de El cartero siempre llama dos veces en 1933. Le aseguraron que “los grandes misterios del crimen en este país están encerrados en los archivos de las compañías de seguros”.  Con una historia y un elemento dramático en mente, Cain informó a su agente Edith Haggard que modelaría el estilo de la serie sobre 'El cartero siempre llama dos veces:

Se contará casi exactamente en el mismo estilo que mi libro "Postman" y, como historia de asesinato, tendrá la novedad de que el [investigador] de seguros que lo resuelve nunca se basa en ninguna pista, de hecho, ni siquiera consigue una pista. Sus armas son los grandes factores humanos que la gente siempre pasa por alto cuando intenta hacer algo inteligente...

La novela se completó a finales del verano de 1935 con el título Double indemnity proporcionado por el agente de Cain, James Geller.   Cuando el esfuerzo de Haggard por vender la serie a Redbook fracasó y el editor Alfred A. Knopf no mostró interés, Geller llevó los manuscritos a varios estudios de Hollywood, generando un tremendo entusiasmo. Cuando la oficina Hays examinó la obra para adaptarla al cine, la rechazó enfáticamente. Cain consideró reescribir la serie, pero Haggard había logrado vender Double Indemnity a la revista Liberty por 5000 dólares y se publicó a principios de 1936. 

## Recepción
El redactor de 746books.com resalta que "Mientras Walter lucha con el dilema existencial en el que se encuentra, incluso es posible sentir un poco de lástima por él. Phyllis es una villana maravillosa, que interpreta a todos los hombres que se le cruzan sin características redentoras, mientras que Keyes, el jefe de Huff, proporciona un centro moral convincente. El diálogo es ágil y agudo y Cain captura de manera tan convincente los matices del habla cotidiana en sus frases tan elaboradas que la prosa rara vez parece forzada. El final bien elaborado es agradablemente ambiguo e increíblemente apropiado como comentario sobre el tema de la doble complicidad de la novela. Double Indemnity es el arquetipo del thriller negro, la historia de una dama desesperada y un hombre vanidoso y codicioso, de asesinatos con fines de lucro y traiciones inesperadas. Sin embargo, cortesía de Caín, tiene un romanticismo extraño y evocador y es tanto un retrato de una amistad tenaz como un romance condenado y mortal." 
El crítico de talesfromtheborder.com elogió la novela: "La historia de James M. Cain está tan bien tramada y elaborada que es difícil criticarla. Es verdaderamente un maestro artesano: cada evento de la historia se siente como un resultado lógico de los deseos y lujurias innatos de los personajes. Sus personajes están brillantemente dibujados y son complejos. Walter y Phyllis están maravillosamente escritos y realmente se tiene la sensación de fatalidad que cae sobre su relación. Mientras que Keyes, interpretado por Edward G. Robinson en la película, tiene un papel más mínimo en el libro, Lola, la hijastra de Phyllis, tiene un papel mucho más amplio. Su romance con Walter es cautivador y desgarrador. La prosa sobria y pulp de Cain es la esencia de la ficción noir e impulsa la novela y sus personajes con drama y fuerza." 

## Adaptaciones

### Película de 1944
Dirigida por Billy Wilder con guion de Raymond Chandler, Double Indemnity fue “la primera película importante creada a partir de un libro de Caín, y sigue siendo la mejor”. 
En 1935, cuando la revista Liberty se preparaba para estrenar Double Indemnity por entregas, los estudios MGM solicitaron a la Oficina Hays que evaluara la pieza para su adaptación cinematográfica. Joseph Breen condenó enfáticamente las representaciones de asesinato y adulterio, acabando con cualquier interés de Hollywood en la novela. 
Con la inclusión en 1943 de Double Indemnity in Three of a Kind, una colección encuadernada en tapa dura de novelas cortas de Caín, se revivió el interés por la obra. El agente de Cain, H. N. Swanson, llamó la atención sobre el trabajo del escritor y director austrohúngaro Billy Wilder, y Wilder adquirió instantáneamente los derechos por 15.000 dólares. A Cain le disgustó que la pieza, valorada en 25.000 en 1935, fuera disminuída en su valor por los cada vez menores riesgos de censura impuestos por la Oficina Hays.  Inicialmente, Wilder reclutó a Cain para que le ayudara a escribir el guion de la película. Su diálogo, que se adaptaba a sus formas literarias, no se tradujo bien en el cine. Wilder contrató a Raymond Chandler, autor de The Big Sleep, quien completó el guion con Wilder. El escenario y la historia se mantuvieron “lo más parecidos posible a la historia original”, pero dieron centralidad a la relación entre Neff y Keyes. El crítico literario Paul Skenazy observa que "Wilder y Chandler cambian el enfoque de la pasión de los amantes al costo de esa pasión, y de la relación de Neff con Phylis al conflicto de lealtades provocado por Phylis". El guion fue aprobado por Joseph Breen. 
Cain se sintió profundamente satisfecho por el éxito comercial y de crítica de Double Indemnity,' así como por las actuaciones principales. Cain le escribió a la actriz Barbara Stanwyck, que interpreta a Phyllis Nirdlinger (Phyllis Dietrichson en la versión cinematográfica)

Es una sensación muy espeluznante ver a un personaje imaginado por ti pasar frente a tus ojos exactamente como lo imaginaste.

Al actor Fred MacMurray, que interpreta a Walter Huff (Walter Neff en la versión cinematográfica]) Cain le escribió:

La forma en que encontraste la tragedia en su cráneo superficial, común y chirriante permanecerá conmigo durante mucho tiempo y, de hecho, reforzará un punto de vista estético con el que muchos discuten; porque si tengo algún don es el de tomar a esas personas y mostrarles que pueden sufrir tan profundamente como cualquier otra persona...

### Película para televisión de 1973
La película fue adaptada en 1973 para televisión, protagonizada por Richard Crenna y Samantha Eggar. Los créditos de esta versión indican que está basada en la novela original de James M. Cain, así como en el guion de la película de 1944 de Billy Wilder y Raymond Chandler. 

### Obra de teatro 2011
Una adaptación teatral de David Pichette y R. Hamilton Wright, dirigida por Kurt Beattie, se estrenó en el ACT Theatre de Seattle el 27 de octubre de 2011.  La misma producción se trasladó al San Jose Repertory Theatre y se inauguró el 18 de enero de 2012. 